# Штосс
О карточной игре см. стос

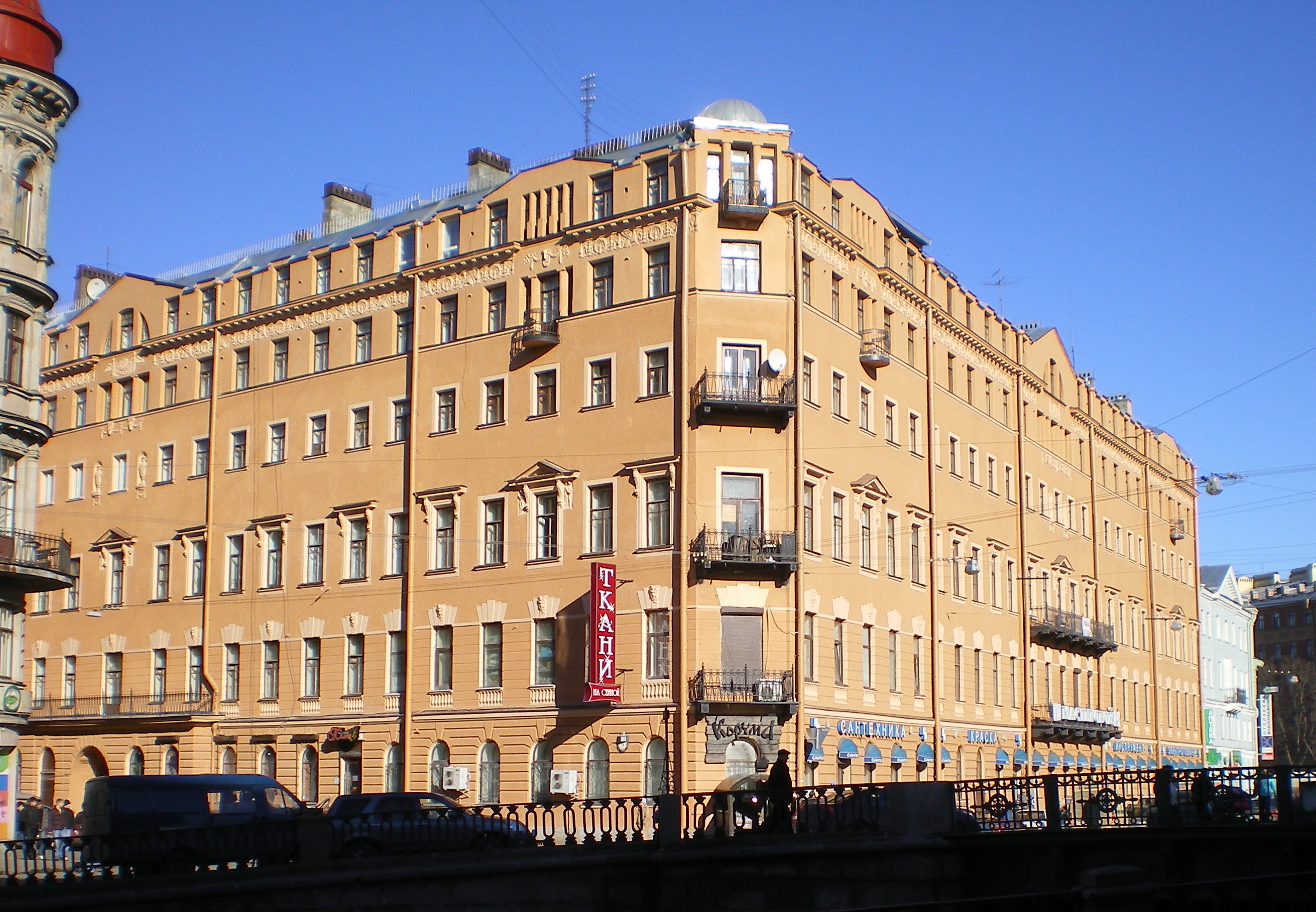
Надстроенный дом Зверкова у Кокушкина моста в Столярном переулке, где жил Н. В. Гоголь

«Штосс» (известно также по первому предложению: «У графа В… был музыкальный вечер») — последнее прозаическое произведение М. Ю. Лермонтова, над которым он работал перед гибелью. Фантастическая повесть о доме с привидениями (быличка) осталась неоконченной. Впервые опубликована в 1845 году в сборнике «Вчера и сегодня» (книга 1, стр. 71–87) без заглавия.

## Сюжет
Художник Лугин по возвращении из Италии в Петербург изнывает от сплина. Он не может окончить начатый им женский портрет. В беседе с фрейлиной Минской он сетует на то, что лица людей в последнее время кажутся ему жёлтыми («у людей вместо голов лимоны»), а неведомый голос скороговоркой нашёптывает в ухо один и тот же адрес: «в Столярном переулке, у Кокушкина моста, дом титулярного советника Штосса, квартира номер 27».
По совету Минской ранним ноябрьским утром Лугин отправляется на поиски заветного адреса. В грязном Столярном переулке его внимание привлекает здание без таблички с именем владельца. «Что-то ему говорило, что он с первого взгляда узнает дом, хотя никогда его не видал». Дворник подтверждает, что дом недавно купил некий Штосс. Квартира 27, по его словам, пустует и, судя по всему, приносит своим обитателям несчастье: один разорился, другой умер.
Осмотрев «нехорошую» квартиру, Лугин принимает решение тотчас же переехать туда из гостиницы. Он чувствует «ожидающую бездну», но не может остановиться. Особенное любопытство возбуждает у него висящий в последней комнате «поясной портрет, изображавший человека лет сорока в бухарском халате», судя по всему — завзятого игрока. Вместо имени художника внизу портрета выведено красными буквами: «Середа».
В середу ночью к Лугину является постаревшая фигура с портрета — седой сгорбленный старичок с неопределёнными очертаниями. «Возле него колыхалось что-то белое, неясное и прозрачное»: как станет ясно позднее, юная дочь. «То не было существо земное — то были краски и свет вместо форм и тела». На вопрос Лугина о том, как его зовут, старик переспрашивает: «Что-с?»
Старик предлагает прометать штосс, а на кон ставит свою спутницу. Каждую ночь игра возобновляется, и Лугин раз за разом проигрывает. Игра за идеальное создание становится целью его жизни: «он был этому очень рад». Посещения таинственного старика продолжаются ночь за ночью целый месяц. Видя, что его деньги заканчиваются, Лугин начинает распродавать своё имущество. Он осознаёт, что надо на что-то решиться. И «он решился» — на этой фразе текст обрывается.

## Варианты концовки
Автограф повести перешёл из собрания Чертковской библиотеки в Государственный исторический музей. Он заканчивается словами «сжималось сердце отчаянием». Последние четыре строки журнальной публикации в оригинале отсутствуют.
Сохранился черновой план повести: «У дамы; лица желтые. Адрес. Дом: старик с дочерью, предлагает ему метать. Дочь: в отчаянии, когда старик выигрывает — Шулер: старик проиграл дочь чтобы <...> Доктор: окошко».
В записной книжке, подаренной автору В. Ф. Одоевским, намечена концовка повести: «Да кто же ты, ради бога? — Что-с? отвечал старичок, примаргивая одним глазом. — Штос! — повторил в ужасе Лугин. Шулер имеет разум в пальцах. — Банк — Скоропостижная».
Из этих набросков лермонтоведы делают вывод, что в написанном виде повесть близка к завершению. Закончить её Лермонтов предполагал гибелью своего героя. Возможно, Лугин должен был выброситься из окна больницы. Ночные видения в этом случае могли быть объяснены как плод его расстроенного сознания.
Через 17 лет в письме к Александру Дюма графиня Е. П. Растопчина припомнила, что Лермонтов читал неоконченную повесть в доме Карамзиных весной 1841 года, накануне отъезда на Кавказ. Больше никаких свидетельств об этом не сохранилось.

## Развитие сюжета и продолжения
Среди многих авторов, которые стремились завершить труд рано умершего поэта, можно выделить несколько имён. Автор первой версии, которая носит название «Призраки», именуется князем Индостанским. Литературоведам удалось выяснить, что за вычурным псевдонимом  скрылся А.А.Соколов, хотя относительно личности автора высказывались и другие версии.
Финал придуманный «князем» не содержит «перипетии», нет в нем и никакого «решения», придуманного Лугиным. Окончание традиционно: безумие героя.
Вторую попытку завершить повесть предпринял известный русский эмигрантский автор И. С. Лукаш. Его версия была написана и опубликована уже во Франции. В повести Лермонтова-Лукаша Лугин побеждает дьявола крестным знамением (как гоголевского черта), а прекрасная девушка снова обретает плоть и кровь, хотя и умирает от чахотки. В этом варианте Лугин остается живым и в здравом рассудке.
Хотя оба варианта не следуют пути, намеченному Лермонтовым, они также добавляют к тексту не слишком многое. Своеобразное «литературное расследование» предлагает в своей статье Я. Э. Голосовкер. Философ и летературовед приходит к выводу, что, возможно, зловещий старик — вовсе не призрак и тем более не дьявол, а реальный человек, шулер, скрывающийся в старом доме, который приходит в комнаты Лугина через потайную дверь. По мысли Голосовкера, Лугин должен раскрыть обман старика и освободить девушку, однако та скоропостижно умрет, а Лугин сойдет с ума от горя. Голосовкер пишет: «Не заманчиво ли было для автора пойти по линии наибольшего сопротивления: Лугин выигрывает «воздушный банк», женщину-ангела, и она скоропостижно умирает, подарив Лугину поцелуй смерти».

## Оценки и толкования
Лермонтоведы дореволюционного времени про «Штосс» вспоминали редко. В лучшем случае повесть характеризовали как фантастическое упражнение в духе «Мельмота», гоголевского «Портрета», пушкинских быличек или фантастических повестей Бальзака. Также обращалось внимание на заимствование отдельных мотивов у Гофмана («Счастье игрока»).
В советском литературоведении господствовало представление о движении Лермонтова от романтизма к критическому реализму. Исходя из этого его последний опыт в прозе было принято сближать не с готической традицией романтизма, а с натуральной школой 1840-х гг. Однако Э. Э. Найдич, признавая «физиологичность изображения отдельных сцен петербургской жизни», отмечает, что повесть выламывается за рамки готовой схемы: её главный герой «погружён в ирреальный мир видений и призраков». «Ночная битва с привидениями, - пишет Я. Э. Голосовкер, - и есть поединок Лугина с ночным гостем, и есть «Штосс», и есть трагический поединок поэта с самим собою, и есть Лермонтов, и есть «реализм» поэта Лермонтова во всей мощи и тонкости его романтики». Трактуя повесть таким образом, Голосвокер оставляет место и для фантастики: «В трех планах развивается повесть «Штосс», — пишет он. — И в плане оккультно-спиритическом — для тех, кто верит в живых Мельмотов и вампиров. И в плане психопатологическом — для здравомыслящих и скептиков. И в плане романтико-реалистическом: ибо все фантастические события повести действительны. И все эти три плана чудной прелестью таланта и силой и тонкостью ума слиты в «Отрывке» в план триединый».
В. Э. Вацуро настаивает, что в последнем произведении Лермонтова «не фантазия оборачивается реальностью, а реальность, грубая, эмпирическая, чувственно ощутимая, скрывает в себе фантастику». Внутренний сюжет повести, по мнению Вацуро, состоит в следующем. Художник, будучи не в силах запечатлеть на холсте свой безотчётный идеал, находит его в мире снов и ночных видений, после чего «вступает за него в борьбу, в которой должен погибнуть». 
По наблюдению автора монографии «Готический роман в России», для фантастической («готической») прозы романтизма характерен мотив посмертной жизни преступного духа, на который наложено заклятие:

Он вынужден в качестве призрака периодически повторять сцену своего преступления, — как правило, в том самом месте и в то самое время, когда оно было совершено. Лермонтовский старик, по-видимому, совершил своё преступление в среду, — и каждую среду он вынужден заново проигрывать свою дочь в опустевшем доме. «Дочь в отчаянии, когда старик выигрывает». Очевидно, проигрыш старика разрушил бы заколдованный круг и освободил бы её или их обоих, — вероятнее всего, для могилы.

## Экранизации
- «Штосс» ( Россия, 2014) — независимая экранизация, снятая в стилистике немого кино[14].